# Irán en el Festival de la Canción de la UAR
Irán hizo su debut en el Festival Televisivo de la Canción de la UAR 2013. La emisora iraní, Islamic Republic of Iran Broadcasting (IRIB), fue el organizador de la entrada iraní desde el debut del país en el certamen.

## Historia
IRIB hizo su debut en el Festival Televisivo de la Canción de la UAR en el festival de 2013, en Hanói, Vietnam.

## Participaciones de Irán en el Festival de la Canción de la UAR
| Año  | Sede  | Artista         | Canción | Idioma | Nº de Actuación |
| ---- | ----- | --------------- | ------- | ------ | --------------- |
| 2013 | Hanói | Mohsen Mirzadeh | "Arman" | Persa  | Nº 01           |